# Gwen Shockey
Pour les articles homonymes, voir Shockey.
Gwen Shockey, née en 1988, est une artiste contemporaine américaine du New Jersey, aux États-Unis.

## Biographie
Née en 1988, Gwen Shockey est diplômée du Connecticut College (en) en 2010, où elle publie sa thèse intitulée Styles of the Flesh: Considerations on Body Identity and Representing the Unclothed Woman in Fine Art.
Gwen Shokey est particulièrement connue par le biais de son œuvre sur la visibilité et la cartographie des bars lesbiens dans l'histoire contemporaine, intitulé The Adresses project, où est notamment présenté le club Eve's Hangout, fondé par l'écrivaine Eva Kotchever assassinée à Auschwitz en 1943, lieu populaire des années 1920 du quartier de Greenwich Village, à New York.

## Expositions
- 2019 : Gwen Shockey : Venus Rising, à Philadelphie[10];
- 2020 : Taking spaces, à New York[11].